# OTED
Il One-Touch Exchange of Die (OTED) è un insieme di tecniche di produzione snella volto alla riduzione degli sprechi in un processo manifatturiero. Fu introdotto in Toyota dall'ingegnere Shigeo Shingō. A causa dell'ambiente in cui viene applicato e delle medesime modalità di esecuzione, questo strumento viene considerato uguale allo SMED.

## Differenze con lo SMED
Nella pratica industriale, i principi di funzionamento tra l'OTED e lo SMED sono alquanto identici, l'unica differenza tra le due tecniche riguarda il tempo di esecuzione: lo SMED ha come scopo l'eseguire l'attrezzaggio (in inglese: setup) in meno di due digit, ossia in un tempo inferiore ai dieci minuti, mentre l'OTED punta a raggiungere un tempo inferiore ai cento secondi.

## Vantaggi
L'aspetto che rende innovativo l'OTED è la possibilità di effettuare un'operazione di attrezzaggio in una sola mossa da parte dell'operatore (da qui il termine one-touch, in italiano: un tocco), creando un miglioramento sensibile rispetto al ciclo SMED tradizionale.
Visto il notevole risparmio di tempo e la facilità di esecuzione, le tecniche OTED rappresentano il gold-standard nell'ambito dei processi di attrezzaggio.

## Tecniche
I primi esempi di tecniche OTED possono essere gli strumenti operativi, come le asole a forma di pera e la rondella ad "U", oppure i dispositivi meccanici di attrezzaggio azionati dall'operatore tramite un pulsante. Più in generale le azioni da adottare in un processo OTED sono le seguenti:
- l'eliminazione degli aggiustamenti;
- la libertà dai collegamenti a vite;
- la forza e la precisione;
- connessioni o attacchi precisi e stretti;
- metodi di inserimento;
- il metodo del minimo comune multiplo (mcm).[2]